# سيدي علال المصدر
سيدي علال المصدر (بالإنجليزية: SIDI ALLAL LAMSADDER)‏ هي قرية ريفية تابعة لإقليم الخميسات ضمن جهة الرباط سلا زمور زعير بالمغرب. بلغ مجموع عدد سكان سيدي علال المصدر حسب إحصاءات 2004 حوالي 8740 نسمة من بينهم 1 أجنبي يعيشون في 1744 أسرة.